# Gorgan
Gorgan falu Romániában, Erdélyben, Fehér megyében.

## Fekvése
Szászcsanád közelében fekvő település.

## Története
Gorgan korábban Szászcsanád része volt. 1956-ban vált külön 97 lakossal. 1966-ban 50, 1977-ben 35, 1992-ben 23 román lakosa volt.